# بیل آلیسون
بیل آلیسون (انگلیسی: Bill Allison; ۱۳ ژانویهٔ ۱۹۰۸ - ۱۹۸۱) بازیکن فوتبال اهل بریتانیا بود.
از باشگاه‌هایی که در آن بازی کرده‌است می‌توان به باشگاه فوتبال آرسنال، باشگاه فوتبال لیتون اورینت، و باشگاه فوتبال هارتل پول یونایتد اشاره کرد.